# Spaniens klimat

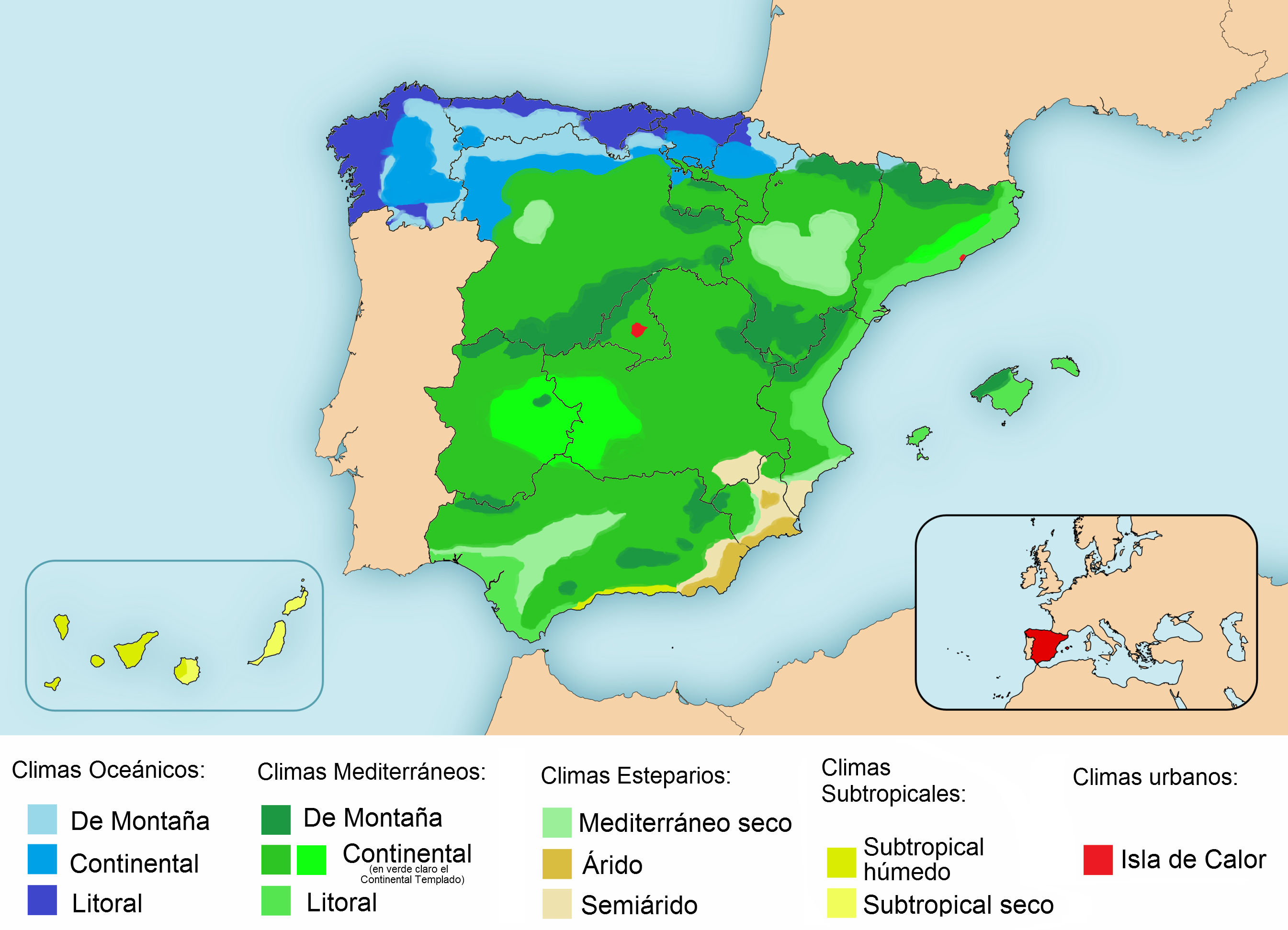
Spaniens klimat

Spaniens klimat är inte homogent. Över den Iberiska halvön förekommer flera olika klimatzoner. Mellan latitud 36° och 46° N längs spanska östkusten råder i regel det medelhavsklimat som Spanien oftast förknippas med, men även denna del påverkas av det bergrika inlandet och Atlantens från väster. Därför kan det förekomma hårdare, snörika vintrar, främst i inlandet men också nära kusten. I den mest sydliga delen frán spanska fastlandet förekommer torr subtropiskt klimat, framförallt i trakten av Almeria och Murcia.
Spaniens skiftande orografi, liksom landet geografiska läge, på latituder i mitten av den tempererade zonen på norra halvklotet, gör att landet har en stor lokal variation i klimat. Det finns platser med behagliga temperaturer, runt 15 °C, och andra där temperaturen överstiger 40 °C, framför allt på sommaren, och platser där nederbörden inte överstiger 150 mm, och andra som uppmäter mer än 2500 mm årligen.
Men det finns några generella förhållanden som man kan sammanfatta i följande punkter:
- Temperaturen minskar gradvis från havet till landets inre. Till exempel rör sig medeltemperaturen i Guadalquivir kring 17–18 °C, och i Ebro, över 14 °C.

- I inlandet sjunker temperaturen från Poniente till Levante.

- Temperaturen stiger från norr till söder. Norra delen av la Meseta uppvisar värden mellan 10 °C och 15,5 °C, och i den södra delen mellan 12,5 °C och 15 °C.

- Januari brukar vara den månad som har lägst medeltemperatur, och augusti den månad som har den högsta medeltemperaturen.

- Temperaturen vid Medelhavskusten är högre än i Kantabrien. I det förstnämnda området, ligger medeltemperaturen mellan 15 °C och 18 °C, medan den i det sistnämnda ligger runt 14 °C.

- Temperatursvängningarna är störst i inlandet på Mesetan, där det tidvis når 20 °C, medan det på platser som Kanarieöarna är mindre temperatursvängningar, och skillnaden mellan den varmaste och den kallaste månaden skiljer sig med knappa 5 °C.

## Spaniens olika klimat
På Iberiska halvön finns fem distinkta klimat:
- Kustklimat (eller oceaniskt).
- Medelhavsklimat (uppdelat i torrt och typiskt).
- Bergsklimat.
- Inlandsklimat (eller kontinentalklimat).
- Torrt subtropiskt klimat.
- Fuktigt subtropiskt klimat.